# Мати читає Біблію
«Мати читає Біблію» — портрет голландського художника Рембрандта на побутову тему.

## Освічені голландці 17 століття
Рембрандт теж уважно читав Біблію. Більше того, читання Біблії було звичним і для матері художника, Корнелії. Це щиро дивувало і дратувало іспанців, більшість вірян яких була неписьменною на відміну від голландців. Ті запам'ятались освітченістю, самостійним читанням Біблії(і не тільки її) — і спробами зрозуміти прочитане самотужки. В 17 столітті завдяки освіченості населення маленька Голландія стала передовою країною Європи, випередивши і громіздку від заморських колоній Іспанію.
На ранішньому етапі творчості Рембрандт декілька разів малював картини зі старою жінкою, що сама читає Біблію. Моделлю часто слугувала мати, до якої Рембрандт був дуже прив'язаний. Саме на честь померлої матері він назвав і свою дочку від Хендрік'є Стоффелс — Корнелією.

## Картина вдячного сина
На жаль, не вдалося відшукати картину з матір'ю Рембрандта з Біблією. Але стара пані за читанням нічим не гірша — уся вона така урочиста, тиха і чиста. Заглиблена в читання, вона не помічала і художника, що милувався на модель. І радів, що йому вдається так добре передати затишну голландську оселю, відблиски теплого каміна і пані, яка стала старою, але не перестала бути улюбленою, як чиясь мати.